# St. Luminous Mission High School
St. Luminous Mission High School (聖ルミナス女学院?, Sento Ruminasu jogakuin) è un anime di 13 episodi prodotto nel 1998 dalla Triangle Staff. La serie è stata trasmessa in Italia a partire dal 2005 su vari canali privati.

## Trama
Quando il proprio nonno muore, Kaihei eredita il posto di direttore della Saint Luminous Mission High School, una eccentrica scuola privata femminile, che enfatizza particolarmente le libertà personali dei propri studenti. Ma quando Kaihei arriva nell'istituto scopre che una studentessa è misteriosamente scomparsa. Mentre Kaihei investiga sull'accaduto, altre ragazze continuano a sparire nel nulla, mentre la sua posizione viene messa in discussione da genitori ed insegnanti.

## Episodi
| Nº | Titolo italiano Giapponese 「Kanji」 - Rōmaji                                                              | In onda          | In onda |
| Nº | Titolo italiano Giapponese 「Kanji」 - Rōmaji                                                              | Giapponese       |         |
| 1  | Dove sto andando? 「ぼくはどこへ向かうのか？」 - Boku wa doko e mukau no ka?                               | 5 ottobre 1998   |         |
| 2  | Perché mi trovo anche io in questo posto? 「なぜぼくはここにいるのか？」 - Naze boku wa koko ni iru no ka? | 12 ottobre 1998  |         |
| 3  | Verso un luogo a tutti sconosciuto 「誰も知らないところへ...」 - Dare mo shiranai tokoro he...             | 19 ottobre 1998  |         |
| 4  | Se la libertà esiste, dov'è? 「自由があるとしたら...？」 - Jiyū ga aru to shitara...?                      | 26 ottobre 1998  |         |
| 5  | Sparisce anche l'amore 「恋も消えるのか？」 - Koi mo kieru no ka?                                          | 2 novembre 1998  |         |
| 6  | Inseguendo un'ombra bianca 「白い影を追って...」 - Shiroi kage wo otte...                                  | 9 novembre 1998  |         |
| 7  | Verso il bosco 「森へ...」 - Mori he...                                                                    | 16 novembre 1998 |         |
| 8  | Che cosa porta il vento? 「風は何を運ぶのか？」 - Kaze wa nani wo hakobu no ka?                            | 23 novembre 1998 |         |
| 9  | I pensieri, perché mai 「なぜ思いは...」 - Naze omoi wa...                                                 | 30 novembre 1998 |         |
| 10 | Qualcosa sta cambiando 「何かが変わってゆく...」 - Nani ka ga kawatte yuku...                              | 7 dicembre 1998  |         |
| 11 | Ammesso che là ci sia qualcuno 「誰かがそこにいるとしたら...」 - Dare ka ga soko ni iru to shitara...      | 14 dicembre 1998 |         |
| 12 | Chi non è scomparso ed è rimasto 「消えずに残っていたもの...」 - Kiezu ni nokotte ita mono...              | 21 dicembre 1998 |         |
| 13 | Perché mai io sono qui? 「ぼくは何故ここにいるのか」 - Boku wa naze koko ni iru no ka                      | 29 dicembre 1998 |         |

## Accoglienza
Nonostante l'anime sia stato trasmesso soltanto in alcune reti private o regionali e non abbia pertanto avuto grande notorietà, dal pubblico che lo ha seguito si è registrato un generale apprezzamento dovuto in particolare al messaggio sotteso alla trama che ha consentito agli spettatori di tralasciare alcuni errori di sceneggiatura (ellissi ingiustificate, ossia cambiamenti inspiegati ed improvvisi di situazioni e fatti), di disegno ed alcune velate allusioni "sessuali" che ben non si adattano al pubblico per il quale è indirizzato (motivo per il quale non è stata inizialmente concessa l'autorizzazione a trasmetterlo). Tuttavia complessivamente si può considerare un anime riuscito discretamente, in particolar modo grazie al senso e significato della storia.